# أولاد الحاج (أولاد خليفة مرشوشة)
أولاد الحاج هو دُوَّار يقع بجماعة مرشوش، إقليم الخميسات، جهة الرباط سلا القنيطرة في المملكة المغربية. ينتمي الدوّار لمشيخة أولاد خليفة مرشوشة التي تضم 5 دواوير. يقدر عدد سكانه بـ 767 نسمة حسب الإحصاء الرسمي للسكان والسكنى لسنة 2004.

## روابط خارجية
- البوابة الوطنية للجماعات الترابية
- المندوبية السامية للتخطيط